# Asplenium viviparum
Asplenium viviparum là một loài thực vật có mạch trong họ Aspleniaceae. Loài này được (L. f.) PRESL miêu tả khoa học đầu tiên năm 1836.